# Невесињска пушка
Невесињска пушка или Херцеговачки устанак је устанак Срба у Херцеговини подигнут у околини Невесиња с прољећа 1875. године против османлијске власти и убрзо се проширио на сусједну Босну, најпре у Крајину и Посавину, па се стога у литератури још назива Босанско-херцеговачки устанак или Босански устанак.
Устанике су подржале оружјем и добровољцима Књажевина Црна Гора и Кнежевина Србија што је довело до отпочињања Српско-турског рата и настанка тзв. Велике источне кризе. Посљедица устанка и ратова који су вођени против Османске империје био је Берлински конгрес (1878) на коме су Црна Гора и Србија добиле независност и територијална проширења, док је Аустроугарска на 30 година окупирала Босну и Херцеговину која је де јуре остала у саставу Османске империје.
У устанку су се истакли Трипко Вукаловић, Мићо Љубибратић, Максим Баћовић, Лазар Сочица, Перо Тунгуз, Јован Гутић, Пеција Петровић, Голуб Бабић, Стојан Ковачевић и Богдан Зимоњић.
Стриц велике научнице Милеве Марић, Радован Марић (1852–1907), рођен је у Каћу, у истој кући у којој је рођен и Милевин отац, а рањен је у биткама код Невесиња (1878). Радован је био високо одликован аустријски официр, а племићку титулу добио је од цара Франца Јозефа. Био је носилац и Таковског крста Трећег реда, који му је доделио краљ Милан Обреновић. Такође је учествовао у стварању Краљевине Србије.

## Међународне околности
Османско царство достигло је врхунац своје моћи у XVI вијеку, да би крајем XVII вијека почео процес опадања, који се наставио и у XVIII вијеку. Током "дугог XIX вијека" империја је наставила да слаби. Још у доба владавине султана Селима III (1789–1807) учињен је први покушај да се царство реформише, али је "доба танзимата" заживјело тек за владавине Махмуда II (1808–1839). По ријечима турског историчара Ортајлија: империја није могла да буде "у сагласју" с промијењеним условима свијета новог вијека, а земљишни поредак државе, организација бирократије и војни режим доживљавали су велике потресе. "Управни механизам дошао је у такво стање да због неефикасности више није могао бити ни деспотски. Паша који добива на управу одређену покрајину у држави постаје самостални владар у њој. Поред управе и војске, он држи и врховну судску власт и има стварну моћ да одлучује о животу и смрти својих поданика. Он има двор који је сличан султановом и једина веза која га држи с владом у Цариграду јесте право султана да га сваког часа може опозвати. Није чудо што сваки од њих настоји да се у царству толико осамостали да изгледа као да је потпуно независан. У стварности држава је била конфедерација немирних пашалука."
Пријетње опстанку уздрмане османске државе биле су спољашње и унутрашње. Спољашња пријетња су јој биле велике силе које су поставиле питање  да ли да омогуће опстанак Османске империје или да подијеле османско насљеђе; унутрашњих пријетњи било је више. Поред осионих паша који су жељели самосталност и акција незадовољних феудалаца, којима се свака промјена чинила као атак на њихова права, царство су угрожавали и ослободилачки покрети балканских хришћана. Двије ослободилачке балканске револуције – српска 1804. и грчка 1821. донијеле су начело народности на Балкан и прву ослобођену балканску територију. Србија, додуше, није одмах постала независна држава као Грчка, али извојевала је одређену самосталност од Цариграда. Кнежевина и Краљевина (Србија и Грчка) биле су примјер за сународнике који су остали под османском управом. Поред помоћи коју су пружали, били су и уточиште за све оне који нису могли или хтјели да живе под туђинском влашћу. Мала Црна Гора, недефинисаног правног статуса и нејасне територије, пратила је у границама својих могућности напоре  ове двије земље. Изгледало је да ће Источно питање на крају ријешити Русија у своју корист пошто је Ункјар-Искелеским уговором стекла примат у Турској. Остале европске силе нису могле дозволити да руска превласт потраје. "Једна од малог броја неоспорних истина о Источном питању јесте да Турска није могла бити подијељена на задовољство свих заинтересованих  великих сила." У Лондону 13. јула 1841. године потписан је тзв. Дарданелски уговор, којим је од стране свих сила потврђено старо правило Османског царства да, кад Турска није у рату, Босфор и Дарданели буду затворени за све ратне бродове. Тиме је ликвидиран и Ункјар-Искелески уговор, а Русија у односима с Турском више није имала предност пред осталим силама. Када је почео нови руско-турски рат 1853. године, Енглеска и Француска стале су на страну Турске. Савезничке снаге (Французи, Енглези, Турци) у септембру 1854. искрцале су се на Крим. Зато је и читав рат назван Кримски. Послије 349 дана опсаде пала је тврђава Севастопољ. За Русију је рат  био изгубљен упркос успјесима на споредном, кавкаском, бојишту.
Конгрес сила одржан је у Паризу од 25. фебруара до 16. априла 1856. а на њему су учествовали високи представници (министри спољних послова) Велике Британије, Француске, Аустрије, Русије, Пруске, Сардиније и Турске. Ово је било прво учешће Турске на једном конгресу велесила, што је означило и њен формални пријем у европски концерт. Мировни уговор између зараћених страна закључен је већ 30. марта, чиме је, бар за извјесно вријеме, затворено Источно питање. Кримски рат резултовао је још једним широким реформским подухватом турске владе. Биле су то реформе спровођене на основу Царског писма – Хатихумајуна од 18. фебруара 1856. године. На њих се Порта одлучила више из тактичких разлога него из чврсте ријешености да темељно мијења друштвену и политичку ситуацију у свом царству. Наиме, требало је избјећи опасност да Париски конгрес и мировни уговор не обавежу Турску на спровођење реформи, и то под међународном контролом. На недовољно обавијештену европску јавност, Хатихумајун је оставио повољан утисак. Порта је сада имала шансу да спровођењем реформи царство претвори у модерну државу. Ускоро се суочила с новом кризом – Критским устанком.
Маја 1866. године, окупила се група хришћанских становника Крита и тражила  смањење пореза и преуређење судских инстанци. Османска влада реаговала је пославши војску која је требала да растури скуп. Грци су се одмах мобилисали и хиљаде добровољаца слило се с континента. Формирале су се групе за подршку устаницима. Народна скупштина у Сфакији прогласила је уједињење Крита с Грчком. Грци су рачунали на брзу интервенцију великих сила. Међутим, Велика Британија и Аустрија плашиле су се да подрже Грчку да не би изазвале већу кризу, у којој би Русија добила прилику да се поново наметне као заштитница хришћана. Француски владар Наполеон III показао је одређене симпатије према устаницима, али то није имало већег утицаја на политику Француске. Русија, поражена у Кримском рату, била је заокупљена унутрашњим проблемима и тежила је да избјегне нове сукобе на Балкану. По ријечима кнеза Горчакова, Русија и балкански хришћани нису били спремни за одлучну борбу. Критским устаницима остало је само да положе оружје. Неколико година касније Османско царство суочило се с још озбиљнијим искушењима. Влада је имала велике дугове у иностранству, а турски финансијски систем никада није био постављен на здравој основи. Није помогла чак ни привремена обустава исплаћивања камата на француске хартије од вриједности послије француско-пруског рата. Банкарска криза 1873. у Цариграду изазива поскупљење "живог новца" тј. злата и сребра, као и раст цијена. Неродица 1873–1874. у Анадолији доводи до глади у Малој Азији. Царство је 1874. доживјело финансијски крах. Султанова влада објавила је банкротство и отписана јој је половина камата на дуговања. До 1875. године османска власт је узела четрнаест зајмова различитих врста с номиналним капиталом од двјеста милиона фунти стерлинга. То је изискивало око дванаест милиона фунти годишње за ануитете, камате и отплате главнице. Велика источна криза отпочела је у јулу 1875. устанком у Херцеговини, да би се наредних недјеља, мјесеци и година проширила на Босну, Бугарску, двије српске кнежевине (Србију и Црну Гору), остале Србе, Румуне, Грке. Ширином тих покрета отворено је свом жестином цјелокупно Источно питање, чиме је изазвано и пуно ангажовање свих његових спољних фактора – великих европских сила. Најзначајнији спољни актери у развоју прилика на Балкану и у Источном питању тих кризних година, као и до тада, били су Аустро-Угарска, Русија и Велика Британија. "Савременицима је понашање Аустро-Угарске у току 1875–1878. могло изгледати противрјечно и неразумљиво, али је оно у ствари било досљедно. Хабзбуршка монархија је страховала да ће се националне револуције с Балкана прелити на аустроугарски простор, да ће се створити велика јужнословенска држава која би могла постати упориште руске доминације. Одавно је планирала да се прошири на сусједне покрајине и тако надокнади територијалне губитке на западу. Босна и Херцеговина су биле, како пише  француски конзуларни агент децембра  1859. "предмет жудње"." Требало је само бацити летимичан поглед на карту Аустрије, како пише други савременик, па да се "види и закључи да је Босна и Херцеговина само анекс..." Јануара 1875. у Бечу се састао крунски савјет под предсједништвом Франца Јозефа на којем је разматран план окупације Босне и Херцеговине. Када је дошло до избијања устанка најтежи задатак министра спољних послова Андрашија био је да добије сагласност за мирно запосједање Босне и Херцеговине, у виду миротворачке и цивилизаторске акције.
Ако је аустроугарска политика у току источне кризе изгледала недосљедна, руска је то и била. Тројецарски савез Русију је обавезивао на чување statusa quo на Истоку, а њено државно вођство оцијенило је да су међународне и унутрашње прилике у Русији крајње неповољне. Такав став заступали су и цар Александар II (1855–1881) и канцелар кнез А. М. Горчаков (1798–1883). Али насупрот овој, званичној, у Русији је постојала и јака словенофилска струја, коју су представљали престолонасљедник Александар III (1881–1894) и познати и политички значајни амбасадор у Цариграду, генерал Н. П. Игњатијев (1832–1908). Њен став је био да Русија у источној кризи мора чувати одријешене руке и сопствену иницијативу, да могу користити потресе на Балкану за повећање свог и сузбијање других утицаја на султана у Цариграду.
У формулисању и спровођењу своје политике током кризе 1875–1878. Велика Британија полазила је од својих традиционалних опредјељења: одржавати интегритет слабе Турске, како би преко ње обезбиједила британску превласт у Источном Медитерану и спријечила руско овладавање мореузима Босфор и Дарданели. Правац британске спољне политике одређивао је Бенџамин Дизраели (1804–1881), предсједник владе Велике Британије од 1874. до 1880. године. Дизраели је имао непосредних знања о Османском царству и Балкану. У младости је путовао кроз Грчку, боравио  у Цариграду, пловио Левантом, посјетио Свету земљу и живио пет мјесеци у Египту. У доба критског устанка вршио је дужност министра финансија у влади лорда Дербија од јуна 1866. до фебруара 1868. године а затим је до децембра 1868. вршио дужност предсједника владе. Пратио је балканска кретања али се о њима није изјашњавао. Након избијања Херцеговачког устанка отворено је подржавао Османско царство. Тврдио је да је устанак у Херцеговини и Босни изазван страним утицајем. Супротставио му се Вилијам Гледстон (1809–1898) који је доказивао да би узроке устанка требало тражити у турском насиљу и административној неспособности. Упорност у борби коју су Срби у Херцеговини и Босни показали током 1875–76. године, све јасније припремање Србије и Црне Горе за рат, те жртве које су Бугари поднијели у прољеће 1876. узнемириле су јавност у Британији која за Балкан скоро да није знала.

## Устанак у Херцеговини

### Узроци устанка
Узроци Херцеговачког устанка 1875. године су национални и социјални и повезани су с промјенама у турском феудализму које иду сто година уназад. Повод за Велику источну кризу 1875–1878. био је мањи оружани сукоб 9. јула 1875. године у близини Невесиња. Међу обичним народом већ годинама је тињало незадовољство, како турском управом, тако и понашањем локалних ага и бегова. Османско царство притиснуто дуговима уводило је нове порезе и повећавало старе. Злоупотребе приликом наплата пореза биле су редовна појава. У Босни су обавезе сељака биле веће, али је Херцеговина као много сиромашнија теже подносила редован раст пореских обавеза. У Херцеговини се морао, како пише војвода Гавро Вуковић, народни покрет прије или послије појавити у облику општег народног устанка. Сељак притијешњен свим могућим недаћама ступио је у борбу с државом која је за њега означавала и поробљивача и експлоататора и тражио своју економску и политичку слободу. Близина Црне Горе и јединство становништва с обе стране границе, као и искуства из скоро деценијског устанка Луке Вукаловића 1852–1862. погодовале су акцијама херцеговачких хајдука. Устанак не би плануо да су херцеговачке вође добиле с Цетиња неувијену опомену, да томе није вријеме. Невесињска пушка или устанак у Херцеговини из 1875. године ипак има неке специфичности у односу на раније устанке. Треба истаћи да до устанка није дошло на простору на коме су иначе дизани устанци током цијелог деветнаестог вијека. Поред тога, по масовности, ширини и по својим захтјевима превазилази све раније устанке. По мишљењу једног француског дипломате, устанак у Херцеговини био је социјални рат Словена против Словена. Повод за акцију заптија тог јулског дана, био је хајдучки напад Пера Тунгуза на турски караван неколико дана раније.

### Припреме устанка
Вође народа у Херцеговини Јован Гутић, Симун Зечевић, Илија Стевановић, Тривко Грубачић, Продан Рупар и Петар Радовић током августа и септембра 1874. се састају и одлучују да почну припреме за устанак. Доносе одлуке о припреми оружја и муниције, мјеста за збјегове народа, припреми подршке Црне Горе устанку и припремају све тако да се устанак дигне на прољеће 1875. Ова група је у октобру ступила у преговоре са црногорским кнезом (књазом) Николом Првим Петровићем. Кнез првобитно не жели преурањене акције напомињући неспремност Русије за рат са Турцима. Припреме су међутим настављене. У билећком и требињском крају њима руководе сердар Тодор Мујичић, Глигор Милићевић, Васиљ Сворцан и Сава Јакшић.
Турци су дознали за преговоре са кнезом и покушавају да похапсе коловође, али ови бјеже у Црну Гору у зиму 1874. на 1875. Велике силе су се умијешале, нарочито Аустроугарска која је зарад својих интереса у БиХ тражила од Турске да помилује коловође и изврши амнестију. Турци под притиском пристају и улазе у преговоре.
Многи Европљани (највише Италијани) учествовали су у устанку са намером да помогну ослобођење хришћана од муслиманске власти. Забележено је и да се неколико Српкиња маскирало у мушкарце како би учествовале у рату.

### Невесињска пушка
Устаничке вође се враћају 1875. и настављају са плановима на дизању устанка. План предвиђа прво ослобођење невесињског краја а затим ширење на остале дијелове Херцеговине. У међувремену су Турци тражили хајдуке Пере Тунгуза који су 5. јула на Цетњој пољани на планини Бишини напали караван. У гоњењу Турци 9. јула улазе у сукоб са наоружаним сељацима Јована Гутића на брду Градац сјеверно од села Крекова. Овај сукоб је постао познат под именом Невесињска пушка и означио је тако почетак општег устанка у читавој Херцеговини. Првобитно невесињски, а потом су захваћени и билећки и столачки крај, а у августу гатачки крај и пригранични појас ка Црној Гори. Чете од 50-300 људи и одреди од 500-2000 људи се скупљају и нападају турске граничне карауле и беговске куле. 
Турци имају 4 батаљона (табора) редовне војске (низами) са укупно 1800 војника. Распоређени су у Мостару, Требињу, Никшићу, Фочи (Србињу) и караулама на граници. Уз низаме имају и већи број башибозука (нередовне војске). Турским снагама командује Селим-паша који је под командом Дервиш-паше, турског команданта БиХ. По избијању устанка Турци покушавају добити у времену преговарањем са устаницима док им стигну појачања. Устаници су тражили смањење пореза, што Турци одбијају и борбе се настављају. У августу из Босне стиже још 4.000 низама из Босне, а касније и још 4 батаљона низама морем преко Клека у Требиње. Устаници су у јулу и августу уништили већину караула и опсјели Требиње 5. августа. Требиње су Турци деблокирали 30. августа. Крајем августа почињу борбе и у Босни, а Србија и Црна Гора обећавају помоћ. Ово доводи до појачања устанка.
Кнез Никола шаље Петра Вукотића, а пристиже и већи број црногорских добровољаца под командом Пека Павловића. Српска влада се не усуђује да јавно помаже устанак под спољним притиском, али шаље Мића Љубибратића. Долази до сукоба међу устаницима због неслагања између представника црногорске и српске владе, што узрокује неуспјехе.

### Пад Невесиња
Први значајан успјех је дошао 29. августа при нападу на Невесиње. Град брани 370 низама, одред башибозука и у Оџаку још 300 коњаника. Напад изводи 700 Црногораца и 2.700 устаника послије заузимања утврде Корита од стране устаника. За један дан борби заузет је читав град осим утврђеног дијела, и заплијењена велика количина намирница и оружја. Овај успјех је помогао преговорима са Портом, а у јужнославенским градовима се организује помоћ устаницима. Београд, Нови Сад, Загреб, Трст, Дубровник и Цетиње добијају комитете за помоћ устаницима. Залагањем Ђузепе Гарибалдија и других се оснивају комитети и у Риму, Венецији, Лондону, Бечу и другдје.

### Сукоб код Прапратнице и блокада градова
При крају августа Турци су успјели да прикупе 15.000 људи и 48 топова. Устаници броје око 10000 са знатно слабијом опремом. Устаници због овога углавном примају борбу са Турцима из засједа или ударима из позадине. Септембар доноси блокаду Турака у Никшићу, Невесињу, Гацку, Билећи и Горанском. Крајем септембра Турцима долази још 4 батаљона низама. На то одреди Пека Павловића и Миће Љубибратића бивају пребачени на пут Клек-Столац и код Прапратнице 30. септембра нападају 2 батаљона низама. Успијевају да им нанесу тешке губитке и заплијене неколико стотина пушака, а потом се повлаче. У октобру је 49 караула освојено од устаника у простору Гацка, Голије и Бањана. Са блокадом кланца Дуге устаници онемогућавају Турцима комуникацију Гацко-Никшић.

### Пораз Турака код Муратовице
С тиме Турци довлаче нова појачања, а стиже у октобру и нови командант Реуф-паша. Турци врше покушај деблокаде Горанског и 10-11. новембра трпе тежак пораз код Муратовице, од 3500 устаника.
Реуф-паша улази 24. новембра у Горанско са 4.500 војника. Дана 22. децембра са 8000 војника из Гацка улази у Никшић. На Крсцу су устаници прикупили јаке снаге, али због неслоге вођа само мање снаге Лазара Сочице и Богдана Зимоњића (5000 устаника) нападају Турке и бивају одбијени. Реуф-паша је снабдио гарнизон и потом се вратио у Гацко. Зиму 1875-1876. обје стране користе за одмор и попуну снага. Командант свих устаника постаје Петар Вукотић.

### Турска појачања и дипломатске интервенције
Турци у јануару 1876. замјењују Реуф-пашу са Мухтар-пашом који сад има 30000 војника под командом, али само половина је спремна за борбе. Остали су болесни или рањени у ранијим борбама. Одред Пека Павловића са 1500 бораца је код Глухе Смокве 18-20. јануара напао пет батаљона низама и одред башибозука и поразио их. Мухтар-паша је на то у тајности скупио 16 батаљона у Требињу, ноћу их пребацио на Попово поље и са свих страна 29-30. јануара напао одред Пека Павловића. Читав дан су трајале борбе и одред је тек ноћу успио да се извуче у Зупце преко Требишњице. Српски губици су били преко 100 рањених и мртвих.
Аустроугарска је 31. јануара предала Порти нови приједлог за реформе. Порта га је прихватила али не и устаници, што је нагнало Аустроугаре да почну преговоре са кнезом Николом. Кнез Никола тражи проширење граница Црне Горе и признање исте за независну државу да би престао помагати устанике. У даљим преговорима, Турци устаницима нуде амнестију, ослобођење од десетине на годину дана а од осталих пореза на 2 године и помоћ на поправци кућа. Устаници траже додјелу трећине земље хришћанима и смањење турских посада само на Никшић, Фочу, Требиње, Мостар, Столац и Пљевља. Турци одбијају захтјеве.

### Борбе на Муратовици и код Никшића
У марту 1876. Турци губе још једну битку на Муратовици са 800 мртвих, а устаници су заплијенили 1300 пушака. Мухтар-паша добија још појачања и у марту има већ 22000 војника. Са почетком априла његове снаге у Гацку су 20 батаљона низама и 2000 башибозука. 13. априла је са овим великим снагама кренуо ка Никшићу, а устаници су прикупили довољне снаге тек при излазу из кањона Дуге. Борбе трају дан и ноћ од 14. до 17. априла и устаничке снаге пристижу са околних подручја. Турци трпе значајне губитке и повлаче се према Гацку. У Гацку је Мухтар-паша појачао снаге још више, на 29 батаљона низама и 5000 башибозука и са овим снагама је 28-29. априла продро у Никшић. Ту је снабдио посаду која се умало предала због глади. Међутим, при враћању у Гацко Турци трпе губитке од напада устаника.

### Развој ситуације пред окупацију БиХ
Како је устанак и даље био у току, Њемачка, Русија и Аустроугарска предлажу двомјесечно примирје на састанку одржаном средином маја. Упоредо са тиме воде се и преговори између српске и црногорске владе који доводе до објаве рата Турској 30. јуна 1876. године. Херцеговачки устаници улазе у састав црногорске војске и помажу при побједи на Вучјем Долу 28. јула 1876, на Крсцу 5. јуна 1877. и при заузимању града Никшића у септембру 1877. Током 1878. је црногорска војска дјеловала ка мору а устаници у Херцеговини.

## Устанак у Босни

### Припреме за устанак
Почиње нешто касније од херцеговачког, и није дошло до усклађивања дејстава у ова два краја. У припремама се истичу Васо Видовић, Симо и Јово Билбија, Спасоје Бабић и Васа Пелагић. По плану је ваљало прво ослободити села код Козаре, Просаре и Мотајице, затим напасти комуникације и блокирати савске градове, а касније заузети Бању Луку. План је предвидио почетак устанка за 18. август 1875. План су Турцима одали затворени свештеници у Приједору па ови појачавају притисак на народ. Зато сељаци из Дворишта, Читлука, Петриње, Бачвана, Побрђана и Тавије нападају 15. августа редифе у Двориштима. Устанак је тада шире прихваћен а вођа постаје Остоја Корманош.

### Почетак устанка
На почетку је захваћен дио око Просаре и Козаре, а око Приједора се формира чета са око 400 устаника којом командује Перо Бабић. Они блокирају Приједор а затим под вођством Марка Бајалице и Марка Ђенадије нападају Босанску Костајницу 19. августа. Ту трпе неуспјех. Турци брзо формирају чете башибозука у Бањој Луци, Травнику, Бихаћу, Босанској Дубици и Костајници, Приједору и Старом Мајдану. Са овим снагама наступају у 3 колоне ка Козари, а устаници се повлаче пред надмоћнијим снагама. 25. августа се устаници дијеле у мање групе да избјегну уништење, а команду преузима Петар Поповић Пеција. Са његовом помоћи преко Саве је 9-10. септембра пребачена код Гашнице већа количина пушака, послата из Србије као помоћ. Сутрадан, јаче турске снаге нападају устанике на Просари и потискују устанике ка Сави, гдје храбро гину Корманош и Пеција. Устанак се међутим даље шири у југозападну Босну (босанску Крајину) гдје на чело долази Голуб Бабић. Са центром око Црних Потока јужно од Грмеча створена је слободна територија коју устаници држе током 1875.
Одбори за помоћ су формирани у Србији, Црној Гори и Хрватској. Главни одбор за помагање устанка је основан у Београду августа 1875, а затим се јављају одбори и другдје. У Новој Градишки је основан Главни одбор босанског устанка за ослобођење.
Српска влада настоји својим дјеловањем да обезбиједи припајање Босне Србији, а Хрвати траже уједињење са Хрватском. На Јамничкој скупштини 16-17. децембра 1875. долази и до сукоба између поборника династије Обреновић и Карађорђевић.

### 1876 и проглас о уједињењу
Прољеће 1876. доноси наставак акција устаника нарочито на Козари, Просари, Грмечу, Вучјаку и Мотајици. Голуб Бабић је зими набавио 200 пушака острагуша, и барут и олово за њих. Главна управа уз Бабића има и Илију Билбију и Тодора Сучевића. Бабић не напада добро утврђене и брањене градове, већ врши успјешне нападе на мање турске снаге. 30. јуна Србија улази у рат против Турске што помаже устаницима. Устаничко руководство 2. јула 1876. издаје проглас о уједињењу Босне са кнежевином Србијом. Голуб Бабић са устаницима 9. јула осваја Саницу и Бравско а 2-7. јула Босанско Грахово.

### Промјена команде
Тада команду од Бабића преузима пуковник Милета Деспотовић из Србије. Он је организовао устанике у војску, пооштрава дисциплину и почиње да планира освајање градова а потом и ширег подручја Босне гдје би требало организовати српску власт. По том плану Оџак је нападнут 23. августа и освојен, али је постало јасно да је заузимање градова нереално па су мање групе устаника поново успостављене. Због неуспјеха Србије у рату са Турском и примирја 1. новембра, устанак почиње да слаби. Неслога међу вођама устанка се продубљује, слаби дисциплина, а ово користи Турска.

### Битка код Седла и пропаст босанског устанка
У прољеће 1877. крећу у напад са 5000 војника, али са ограниченим успјехом. Деспотовић са устаницима у мају продире у средиште Босне, на шта Турци групишу јаке снаге (20000 војника) са намјером да униште жариште устанка код Тишковца и Црних Потока. Бабић предлаже избјегавање фронталне борбе, али Деспотовић то одбија и са 3000 устаника заузима Седло. Ту их Турци нападају 4. августа и разбијају, чиме је дошло до војног слома устанка. Деспотовић прелази у Аустрију гдје је заробљен и интерниран са групом устаника. Бабић прелази на пар дана у Лику, а затим се враћа у Босну са намјером да обнови устанак. Усамљен војно и политички, не успијева да добије помоћ ни од Србије ни од Русије. Одржава се тада Народна скупштина са 200 делегата и бира привремену народну босанску владу са 14 чланова. У владу улазе Голуб Бабић, Владимир Јонин, Јово Билбија, Јово Скобла, Вид Милановић и други. Влада је ускоро углавном похапшена, а Аустроугарска је окупирала БиХ 1878. по споразуму сила на Берлинском конгресу.

## Узроци неуспјеха
Главни узроци неуспјеха устанка су били нејединство руководства, неповољна спољнополитичка ситуација и неправилан облик борби против надмоћнијег непријатеља. Успјехе устаника је уз то искористила Аустроугарска за своје циљеве.
- Вође устанка
- Оружје из времена устанка.
- Одијело црногорске војске, 1875.
- Народна ношња из Херцеговине (лијево) и Босне у вријеме устанка.